# 桌上賓
桌上賓（英語：Jhuo Shang Bin）是主要設立在臺灣高雄市的連鎖便當店，於1999年創立首家桌上賓總店，以人物設計的方式建立品牌。